# Los Johnny Jets
Los Johnny Jets fueron un grupo mexicano de rock and roll, caracterizado por grabar también temas en estilo a go-go, baladas y algunas versiones de boleros grabados por tríos.
Surgen en el año 1965 a raíz de un convivio, en su mayoría son originarios de Reynosa, Tamaulipas, México.
Se les recuerda en especial por sus grandes éxitos "Es Lupe", versión al español de "Hang on Sloopy" éxito original de The McCoys, número uno de acuerdo a la revista Billboard en el año 1965, "La minifalda de Reynalda" y "Enamorada de un amigo mío", éxito del cantante brasileño Roberto Carlos.
Graban en el año 1965 su primer disco para Discos CBS, incluyendo temas como "No que No", "Limoncito" y "No Seré Tonto".
En total grabaron 6 discos LP para CBS.

## Éxitos
- "Es Lupe"
- "La minifalda de Reynalda"
- "Bule Bu"
- "Tiqui tiquitac"
- "Por fin"

## Otras grabaciones
- "Juntos y felices" (Cover al grupo The Turtles)
- "Enamorada de un amigo mío"
- "Una historia de amor"
- "Darn, Darn"
- "Esta noche es mi noche"
- "No que No"
- "Limoncito"
- "No Seré Tonto"
- "Felipe el Hippie"

## Actualidad
Los miembros actuales son: Marco Tulio Castillejo Urtiz (bajo y voz), Isaías Landeros (saxofón), Sergio Arriaga (batería) y Alejandro Sánchez Sánchez (guitarra), Miguel Lira (teclado).
Isaías Landeros Silva luchó intensamente por continuar con el estilo Johnny Jets y constantemente buscó gente que lo acompañara, ya que los originales se dedicaron a otra cosa.
Isaías Landeros Silva falleció el 7 de agosto del 2015.
En el 2007 se ha publicado en CD una compilación que incluye varios de sus éxitos grabados en CBS Columbia.